# Accusativus cum participio
De accusativus cum participio, vaak afgekort tot AcP, is een vooral in het Latijn en Oudgrieks gebruikelijke zinsconstructie. De constructie bestaat uit een gezegde in de vorm van een deelwoord en een lijdend voorwerp met de functie van onderwerp.
De AcP-constructie  wordt vooral gebruikt bij verbi sentiendi, werkwoorden die een waarneming uitdrukken (Latijn: videre - "zien"; audire - "horen"; sentire - "voelen"), in plaats van de accusativus cum infinitivo. Het gevoel van intense waarneming wordt hiermee versterkt. In het Nederlands wordt deze constructie doorgaans vertaald als een bijzin: 
- Viderunt gladiatores pugnantes. - Ze zagen hoe de gladiatoren vochten (of: Ze zagen de gladiatoren vechten)

In het Grieks zijn er 3 mogelijke manieren om een a.c.p. te vertalen, waarvan de bijzin het vaakst gebruikt wordt: 
Ὁ ἀνὴρ ὁρᾷ τὴν σελήνην λάμπουσαν
1. De man ziet de maan, terwijl zij straalt.
2. De man ziet dat de maan straalt.
3. De man ziet de maan stralen.